# Grandeza escalar
Em matemática, física e informática, uma grandeza escalar é definida por ser composta por um único valor numérico, associado a uma unidade de medida, para caracterizar uma grandeza física. O termo é usado frequentemente em contraste às entidades que são "compostas" de muitos valores, como o vetor, a matriz, o tensor, a sequência, etc.
Grandezas como comprimento, massa e tempo são três exemplos de grandezas escalares.
Em um exemplo, se um livro tem massa de 200 g, já é o suficiente para termos ideia completa da medida dessa grandeza física. Ou seja, a massa do livro ficou completamente caracterizada. Não é necessário indicar outras referências como acontece com o seu peso, que na superfície da Terra é 9,8 N para baixo (grandeza física vetorial).